# 弥生ショッピングセンター
弥生ショッピングセンター（やよいショッピングセンター）は、北海道室蘭市にあるショッピングセンター。別名「ジョイフルショッピングウォーク」。日本製鋼所が社有地である旧弥生社宅跡地に施設を建設して、出店する企業に賃貸し駐車場を共有するオープン・モール型のショッピングセンターになっている。

## テナント
- スーパーセンタートライアル室蘭東店
  - 2024年7月10日に[4]DCM弥生店（後述）の跡地に[5]開店。
- ゲオ室蘭東町店
- ツルハドラッグ東町店
- ダイソー室蘭弥生ショッピングセンター店
- ブックマーケット室蘭弥生店
- 眼鏡市場室蘭東町店
- シャトレーゼ東室蘭店
- シュープラザ弥生ショッピングセンター室蘭東町店
- びっくりドンキー東室蘭店
- じぇんとる麺 弥生店
- Coo&RIKU（クーリク）室蘭店

### 撤退したテナント
- コープクレア弥生店[6] - 2003年閉店。
  - 生活協同組合コープクレアは2003年に経営破綻（自己破産）し全店舗を閉店した。
- セカンドストリート室蘭弥生店 - 2020年10月11日閉店[7]。
- DCM弥生店 - 2023年5月14日閉店（店舗移転のため）[8]。
  - 2000年9月28日に「ホーマック弥生店」として開店した店舗であった[9]。
- ケーズデンキむろらんパワフル館（デンコードー運営） - 2023年7月23日閉店[10]。
  - オープン当初は株式会社池田がフランチャイズ（FC）運営する「YESそうご電器 eむろらん」であった[11]。2002年にそうご電器が「民事再生法」を申請して経営破綻したため、池田は新たなフランチャイズ契約先としてケーズデンキと契約し営業を再開した[12]。その後、2015年に池田は同じくケーズデンキの運営会社であるデンコードーに吸収合併された[13]。
- ユニクロ室蘭東町店 - 2023年9月28日閉店（店舗移転のため）[14]。
  - 翌9月29日にMORUE中島にて移転開業[14]。
- マックスバリュ室蘭東店（イオン北海道運営） - 2024年8月31日閉店[15]。
  - コープクレア弥生店（前述）閉店後、同所に2003年6月13日にマックスバリュ北海道（当時。2020年にイオン北海道へ合併）が出店した[16][17]。
  - 2024年6月、同年8月31日で約21年の営業を終了することを発表した。
- ニトリ室蘭店[6] - 2025年2月2日閉店[18]。
  - 同年2月7日に同市内で移転開業[19]。

## アクセス
- 道南バス「弥生ショッピングセンター」バス停下車
- 北海道旅客鉄道（JR北海道）東室蘭駅から徒歩約10分